# Walter Crane

Selbstporträt, im Alter von 21 Jahren

Walter Crane (* 15. August 1845 in Liverpool; † 14. März 1915 in Horsham, West Sussex) war ein englischer Maler und Illustrator und einer der führenden Vertreter des Arts and Crafts Movement.

## Jugend und Lehrzeit
Er war das dritte Kind des Porträtmalers Thomas Crane († 1859). Kurz nach seiner Geburt zog die Familie nach Torquay in der Hoffnung, dass das mildere Klima der Gesundheit seines Vaters besser zuträglich sei. Crane wurde aus der Schule genommen, da diese ihm „auf die Nerven“ ging. Danach wurde er von seinem Vater zu Hause unterrichtet. Nach dem Tod des Vaters zogen sie 1859 nach London. 1858 erregte eine Serie von Blättern, die Crane für Tennysons Gedicht The Lady of Shalott gezeichnet hatte, die Aufmerksamkeit von William James Linton, einem bekannten Graveur von Holzstichen, der eine eigene Druckerpresse besaß. Angetan von den Fähigkeiten des 13-Jährigen, bot er ihm eine Lehrstelle in seiner Werkstatt an, die Crane im Januar 1859 antrat. Die folgenden drei Jahre erlernte er die Kunst der Illustration und des Gravierens. Die ihm übertragenen Aufgaben waren oft schwierig, boten ihm aber auch die Möglichkeit, die Arbeiten anderer Künstler wie Dante Gabriel Rossetti, John Everett Millais, John Tenniel und Frederick Sandys sowie die Meister der italienischen Renaissance zu studieren. Außerdem besuchte er den Zeichenunterricht in der Heatherly’s School of Art.

## Erste Erfolge
Nach dem Ende der Lehrzeit 1862 arbeitete er als Illustrator für jede sich bietende Gelegenheit, jedoch hauptsächlich von religiösen Traktaten. Sein Ruf breitete sich allmählich aus und er illustrierte Serien und einige Bücher. Linton machte ihn mit John Richard Wise bekannt, dessen Buch The New Forest Crane mit Zeichnungen versehen sollte.
Für diese Arbeit wohnte er bei Wise und wurde durch dessen progressive politische Ansichten beeinflusst. Crane las jetzt eifrig, darunter Bücher von Percy Bysshe Shelley, John Stuart Mill und John Ruskin, der nicht nur seine politischen Ideen, sondern auch seine Einstellung zum Handwerk und die Herstellung und das Design der Waren prägte.

Baby’s Opera Engraved & Printed in Colours by Edmund Evans 1877

Ebenfalls 1862 machte er die Bekanntschaft von Edmund Evans, einem Drucker, der sich mit der Entwicklung des Farbdrucks beschäftigte. 1864 begann ihre Zusammenarbeit in einer Serie von sixpenny Büchern mit Kinderreimen. Obwohl der Farbdruck noch auf drei Farben begrenzt war, gelang es durch Cranes Zeichnungen, die durch ihre ausgeprägten Linien für die Drucktechnik besonders geeignet waren und unter dem Verleger George Routledge in Massenproduktion hergestellt werden konnten, die Kinderbücher zu einem Erfolgsschlager zu machen. So wurde sein Name schnell berühmt, und er leistete einen wichtigen Beitrag mit seinen höchst originellen Buchillustrationen. Von seinem Buch Baby’s Opera wurden im Erscheinungsjahr 1877 sofort 10.000 Exemplare verkauft und im Jahr 1898 waren es bereits 50.000 Stück. Von dieser Toy Books Serie erstellte er über die nächsten zehn Jahre insgesamt 37 Ausgaben. Die Serie wurde wegen ihrer handlichen Größe für Kinderhände so genannt. Für einige Illustrationen verfasste er eigene Gedichte, so z. B. in Flora’s feast. A masque of flowers, in denen die vermenschlicht dargestellten Blumen einer festlichen Parade durch die Jahreszeiten folgen, von den ersten Schneeglöckchen und Krokussen des Frühlings, über die Sonnenblumen bis zur Christrose. Die Kinderbücher von Kate Greenaway, einer von Cranes wichtigsten Konkurrentinnen, folgten einem anderen Stil. In den letzten beiden Jahrzehnten des 19. Jahrhunderts fertigte er für 16 Kinderromane der Mrs. Molesworth die Illustrationen. Eine seiner späteren Arbeiten war im Jahr 1900 eine Nacherzählung des Don Quixote de la Mancha.
Cranes erstes Gemälde wurde 1862 an der Royal Academy ausgestellt: The Lady of Shalott. Danach wurden keine weiteren Bilder von ihm angenommen. Stattdessen stellte er in der Dudley der Royal Watercolour Society und Grosvenor Gallery aus.
In den späten 1860ern beauftragte George James Howard Crane und Burne-Jones für sein neues Haus No 1 Palace Green, Kensington, zwölf Paneele nach William Morris’ epischem Gedicht The Story of Cupid and Psyche auszuführen.
Cranes große Stärke lag jedoch im Design. Seine frühesten keramischen Entwürfe waren 1867 für Wedgwood. Ab 1874 entwarf er Kacheln für Maw & Co. und auch für Pilkington, Tapeten für Jeffrey & Co. sowie Stickereien für die Royal School of Needlework (Stickerei).

## Internationales Ansehen

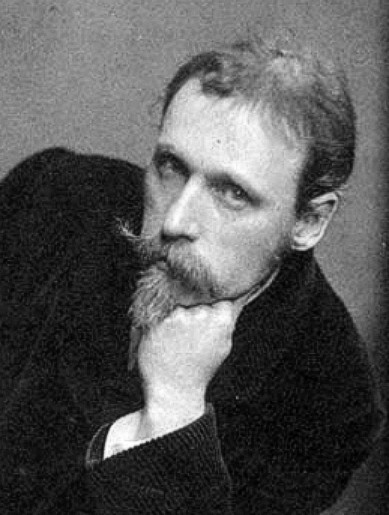
Walter Crane, 1886

Im Jahr 1880 wurde er Superintendent for Art (Aufseher für Kunst) der Londoner Decorating Company und begann sowohl Fliesen als auch Hohlglas für Maw & Co. zu entwerfen. Seine Muster für Damasttischdecken wurden von John Wilson & Sons, London verarbeitet. Er entwarf das Mosaikfries für die arabische Halle in Lord Leightons Haus und Atelier in Kensington im Jahr 1877.
Im Herbst 1891 reiste er mit seiner Familie nach Amerika, wo eine Präsentation seiner Werke stattfand. Während seines Aufenthalts in Florida lieferte er die Zeichnungen für Nathaniel Hawthornes Wonderbook for Boys and Girls das dort von Messrs. Houghton and Mifflin, Riverside Press, herausgegeben wurde und später in London von Messrs. Osgood and McIlvaine. Daneben erstellte er schwarz-weiße Zeichnungen für eine Kinderbuchausgabe von Dante. Für Columbia’s Courtship, einen Kurz-Überblick über die Geschichte von Amerika, erstellte er zwölf Farbzeichnungen, die dann von Messrs. L. Prang and Co. in Boston herausgegeben wurden. Für Margaret Delands Buch Our Old Garden fertigte er ebenfalls die Illustrationen an.
Nach seiner Rückkehr schuf er Federzeichnungen für die Shakespeare-Ausgaben von The Tempest, danach 1894 The Two Gentlemen of Verona, 1895 von The Merry Wives of Windsor. Thomas J. Wise gab 1895 „Spenser’s Faerie queene“ in 6 Büchern von Edmund Spenser mit Illustrationen von Crane neu heraus, ebenso wie 1898 den „Shepheard’s Calender“ von Spenser.
1893–1896 wurden Cranes Arbeiten auch in Europa gezeigt und besonders in Deutschland gut aufgenommen, wo sie auf den deutschen Symbolismus und den frühen Jugendstil trafen. Für die in München erscheinende Zeitschrift Jugend zeichnete er 1898 das Titelblatt. Viele seiner Bilder wurden in Deutschland verkauft und einige sind bis heute in deutschen Museen anzutreffen, so Neptuns Pferde in der Neuen Pinakothek in München.
Am 16. Oktober 1900 wurde die größte Ausstellung von Cranes Werken im Nationalmuseum von Budapest eröffnet und leistete damit einen außerordentlichen Beitrag zur Verbreitung der internationalen Arts-and-Crafts-Bewegung.
Auf Wiener Ausstellungen war Crane sowohl 1900 als auch 1901 vertreten. Die erste war „Die internationale graphische Ausstellung der Vereinigung bildender Künstler Österreichs (Sezession) in Wien“. Im Januar 1901 folgte die Gesamtausstellung von Cranes Werken im „Museum für Kunst und Gewerbe“, die von Budapest nach Wien gekommen war, mit über 1000 Stücken. Das österreichische Ministerium für Kultur und Unterricht kaufte für das Museum folgende Tapeten an: „Kakadu“, „The National“ und „Dornröschen“. Für die zu gründende moderne Galerie: „Laura“, „Die Ernte in Utopia“ und das Aquarellbild „Loch Bar“. Der Fürst von und zu Liechtenstein erwarb die nachstehenden Aquarellgemälde: „Tabor“, „Rievaul Abbey“, „Malesic Church“ und „Roche Abbey“. Für den Grafen Karl Lanckoroński wurde das Aquarell „Sherwood Forest“ und für Professor von Fritsch das Aquarell „Schottische Landschaft“ angekauft. In Deutschland waren dann „Britannias Vision“, „Mädchen von Athen“ und „Amor vincit omnia“ in „Schultes Salon“ in Berlin zu sehen. Auch in Venedig wurden einige Bilder Cranes gekauft.
1902 war Crane beauftragt, den britischen Beitrag zur International Exhibition of Decorative Art in Turin auszurichten. Dafür erhielt er eine Medaille von König Victor Emmanuel, doch wurde die Turiner Ausstellung zu Hause in England kritisiert.

## Sozialist und Arts & Craft
1888 war Crane entscheidend beteiligt an der Gründung der „Art and Crafts Exhibition Society“, deren erster Präsident er wurde. Das Ziel der Gesellschaft war die Wiederbelebung der Kunst durch das Handwerk und die Aufmerksamkeit auf diese „Handwerker“ zu lenken. Zu den Gründungsmitgliedern dieser Gesellschaft gehörten außerdem William Morris, Edward Burne-Jones, Lewis F. Day, Heywood Sumner, Philip Webb und Onslow Ford.
Als Rektor der Manchester School of Art von 1893 bis 1896 hatte er seit 1878 in der Hauptsache Ausstellungen im Salon de Paris veranstaltet und erhielt zwischen 1898 und 1900 mehrere Preise, so 1891 einen Preis bei einer Ausstellung im Brüssler Salon.
1897–1898 war Crane Leiter des Royal College of Art. Er blieb aber weiterhin Mitglied des Verwaltungsrats, weil er ein starker Unterstützer der durch die Regierung geförderten Kunsterziehung war. Er schrieb wichtige Bücher über Kunsterziehung, wie z. B. The Decorative Illustration of Books (1896) und Line and Form (1900). Die Central School of Arts & Crafts wurde 1896 von der Londoner Stadtverwaltung eröffnet, um in Abendkursen die Arbeiter in kunsthandwerklichen Berufen und angewandter Kunst zu unterrichten. Sie war etwas provisorisch in der Regent Street untergebracht. Die Leitung hatten der Bildhauer George Frampton und der Architekt William Richard Lethaby, der 1902 zum Schulleiter ernannt wurde. Bereits 1908 konnte die Schule ein imposantes Gebäude in der Southampton Row, Holborn, beziehen.
Die angesehene Grosvenor Gallery in London widmete ihm eine Ausstellung. Zu seinen bekanntesten Ölbildern zählen Das Schicksal der Proserpina und Die Geburt der Venus. Auch als Aquarellist war er geschätzt. Am bekanntesten war er aber durch seine Illustrationen in Kinderbüchern. Unter anderem illustrierte er die Erstausgabe der Erzählungen Der glückliche Prinz und andere Märchen von Oscar Wilde.
Zusammen mit William Morris und Dante Gabriel Rossetti war Crane nicht nur einer der wichtigsten Mitglieder des Arts and Crafts Movements, sondern auch deren erster Präsident. Einige sahen ihn als den wahren Vater des Art Nouveau an.

## Familie
1871 heiratete Crane Mary Frances Andrews (1846–1914). Aus dieser Ehe stammten drei Kinder:
- Beatrice *1873
- Lionel Francis *1876 (wurde Architekt)
- Lancelot *1880 (wurde Maler; 1910 fertigte er Zeichnungen in Theben an.[27] Nina de Garis Davies war eine Schülerin seines Vaters gewesen und Lancelot besuchte das Tal der Könige. Anscheinend war er Mitglied der Graphic Expedition des Metropolitan Museum of Art.)[28]

Sie lebten zuerst in Shepherds Bush, wo Crane George James Howard kennenlernte, einen bekannten Aquarell-Maler und Freund von Edward Burne-Jones. Danach zogen sie in die Holland Street, Kensington, einer Wohngegend, die von erfolgreichen Künstlern bevorzugt wurde. Crane trug die in der Arts & Craft Bewegung verbreitete Samtjacke mit lose gebundener Seidenkrawatte.
Crane wurde im Golders Green Crematorium in London eingeäschert, wo sich auch seine Asche befindet.

## Werke (Auswahl)
- P. G. Konody: The Art of Walter Crane – List of Walter Crane’s exhibited Pictures (Stand 1902), S. 130 ff.

### Öl

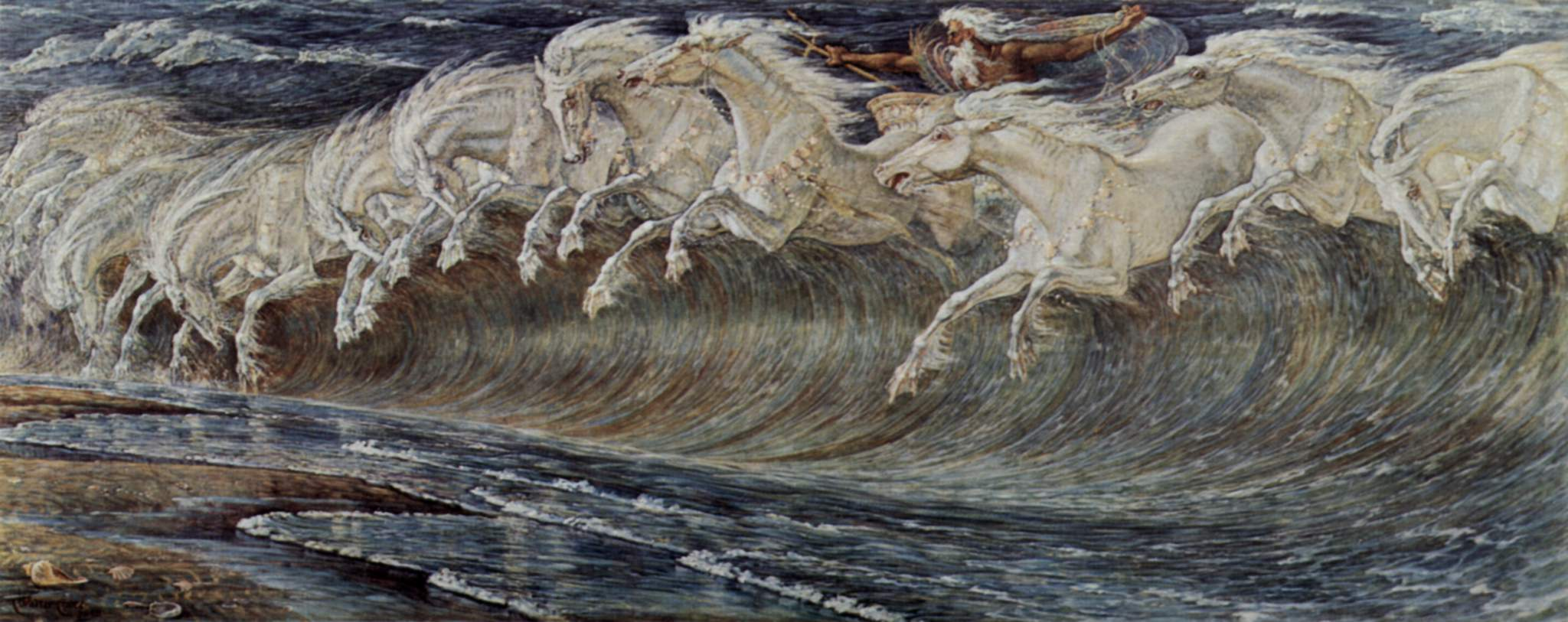
Die Rosse des Neptun, Neue Pinakothek

- Die Geburt der Venus, gekauft von E. Seeger, Berlin; befindet sich heute in der Tate Gallery, London
- Die Rosse des Neptun (1892, Öl auf Leinwand, 85,6 × 215,0 cm)
- Das Schicksal der Proserpina
- Eine Maske für die vier Jahreszeiten (1905–1909, Öl auf Leinwand), Hessisches Landesmuseum Darmstadt
- The Fountain of Youth (Der Jungbrunnen, New Gallery, 1901)

### Aquarell
- Der Bote des Frühlings (1873)
- Platons Garten (1875)
- Mandelbäume auf dem Monte Pincio (Paris, 1878)

### Buchillustrationen

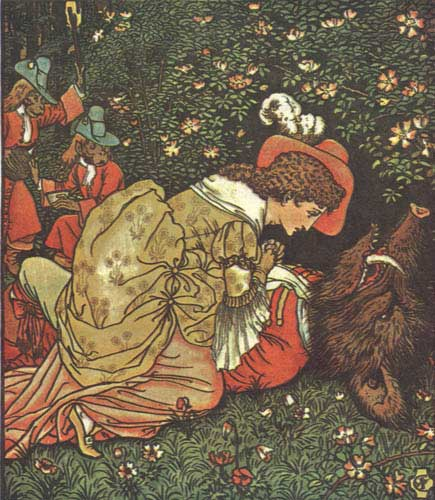
Illustration für Die Schöne und das Biest

- P. G. Konody: The Art of Walter Crane – List of Books illustrated or written by Walter Crane (Stand 1902), S. 141 ff.
- Aladdin, or: The Wonderful Lamp. George Routledge & Sons, London / New York City 1875, Stich und Druck: Edmund Evans.
- Nathaniel Hawthorne: A Wonderbook For Girls and Boys. With 60 designs by Walter Crane. Houghton Mifflin & Co., Boston 1893
- Miguel de Cervantes: Don Quijote
- Roger L. Green: The adventures of Robin Hood
- Edmund Spenser: The Faerie Queene in the Collection of the Metropolitan Museum, New York
- Household stories from the collection of the Bros. Grimm. Translated from the German by Lucy Crane and done into pictures by Walter Crane. MacMillan & Co., London 1920; Brüder Grimm: Kinder- und Hausmärchen
- The Absurd A.B.C. George Routledge & Sons, London 1874.
- A flower wedding: described by two wallflowers. Publisher: Cassell & Company, London 1905

- Bücher von Walter Crane Internet Archive

## Bücher (Auswahl)
- Walter Crane: Die Grundlagen der Zeichnung.  „The bases of design“, Übersetzung von Paul Seliger. Verlag: Hermann Seemann Nachfolger Berlin und Leipzig, 1898
- Walter Crane: An Artist’s Reminiscences. Methuen & Co., London 1907; Autobiography; Internet Archive
- Walter Crane: Willam Morris To Whistler. George Bell & Sons, London 1911; Internet Archive
- Walter Crane: Ideals in Art: Papers Theoretical, Practical, Critical. Neuauflage. Adamant Media Corporation, 2001, ISBN 978-1-4021-6677-8
- Walter Crane: Linie und Form. Neuauflage in deutscher Sprache. Adamant Media Corporation, 2002, ISBN 978-0-543-99700-5.
- Walter Crane: Of the decorative illustration of books old and new. Printed at the Chiswick Press by Charles Whittingham. 1st edition 1896, 2nd. 1901, 3rd. 1905. This book had its origin in the course of three (Cantor) lectures given before the Society of Arts in 1889; Internet Archive
  - The Kelmscott Press, page 190
  - The Story of the Glittering Plain, Kelmscott Press, 1894,  page 290
  - Appendix
- Walter Crane: autobiography An artist's reminiscences. With 120 illustrations by the author, and other from photographs. Publisher: The Macmillan Company New York, 1907
- Bücher von Walter Crane im Projekt Gutenberg

## Literatur

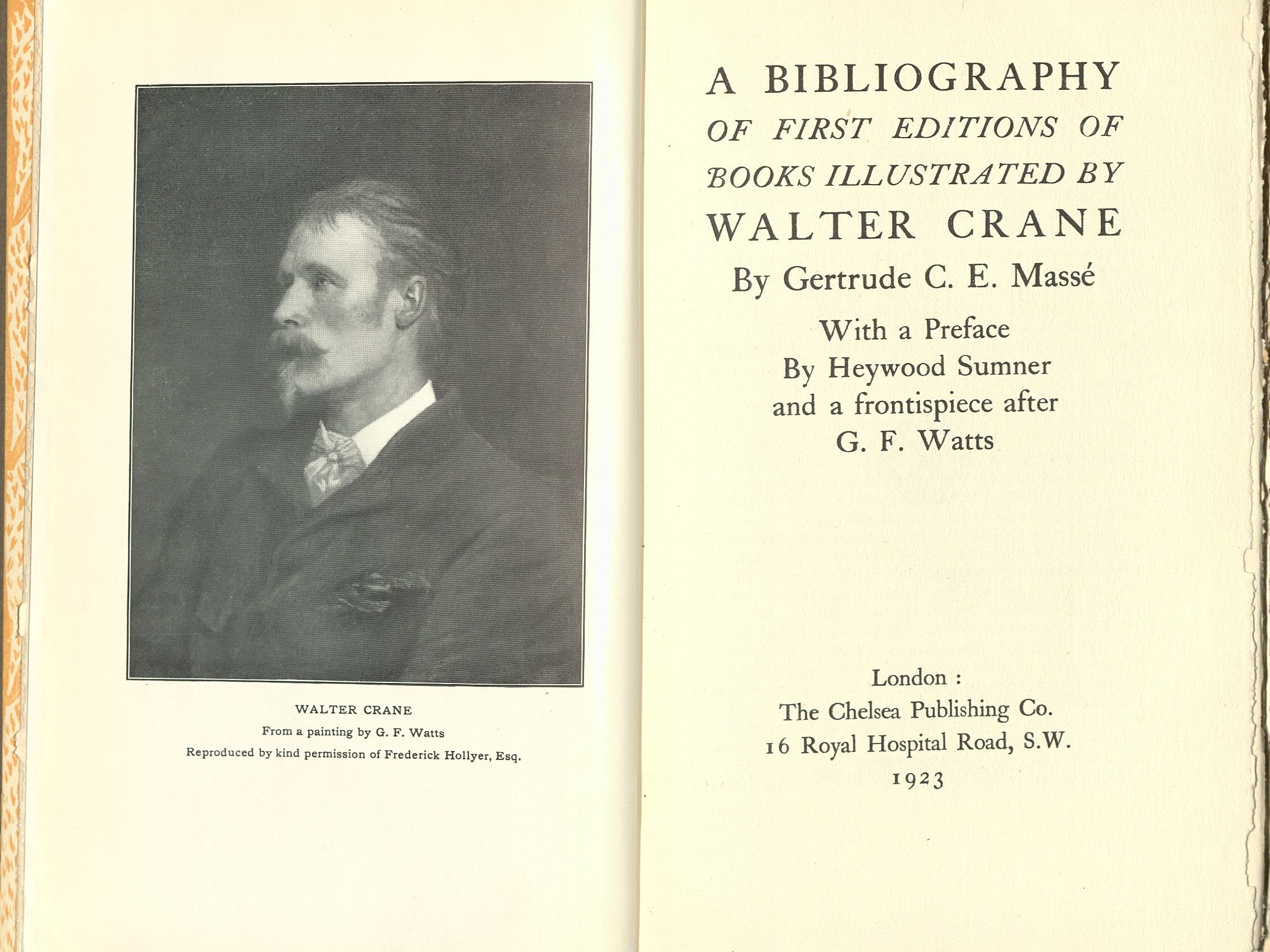
Bibliography (1923)